# 아나콘다
아나콘다(anaconda, water boa)는 아나콘다속에 속하는 큰 보아뱀의 일종이다. 이들은 열대 남아메리카에서 발견되는 반수생 뱀 집단이다. 현재 그린아나콘다 (E. murinus)를 포함하여 3~5종의 현존하는 종과 1종의 멸종된 종이 세계에서 가장 큰 뱀 중 하나로 알려져 있다.

## 설명
이 이름은 뱀의 한 무리에 적용되지만, 종종 단 한 종, 특히 일반 아나콘다 또는 그린아나콘다 (Eunectes murinus)를 지칭하는 데 사용되는데, 이 종은 무게 면에서 세계에서 가장 큰 뱀이며, 그물무늬비단뱀 다음으로 두 번째로 길다.

## 기원
아나콘다속의 최근 화석 기록은 다른 척삭동물 및 다른 뱀 속에 비해 상대적으로 희박하다. 이 집단의 화석 기록은 Pull of the Recent라는 인공물에 의해 영향을 받는다. 최근 조상의 화석은 알려져 있지 않으므로, 현존하는 종들은 그 속의 역사적 분포 범위를 현재로 '끌어당긴다'.

## 어원

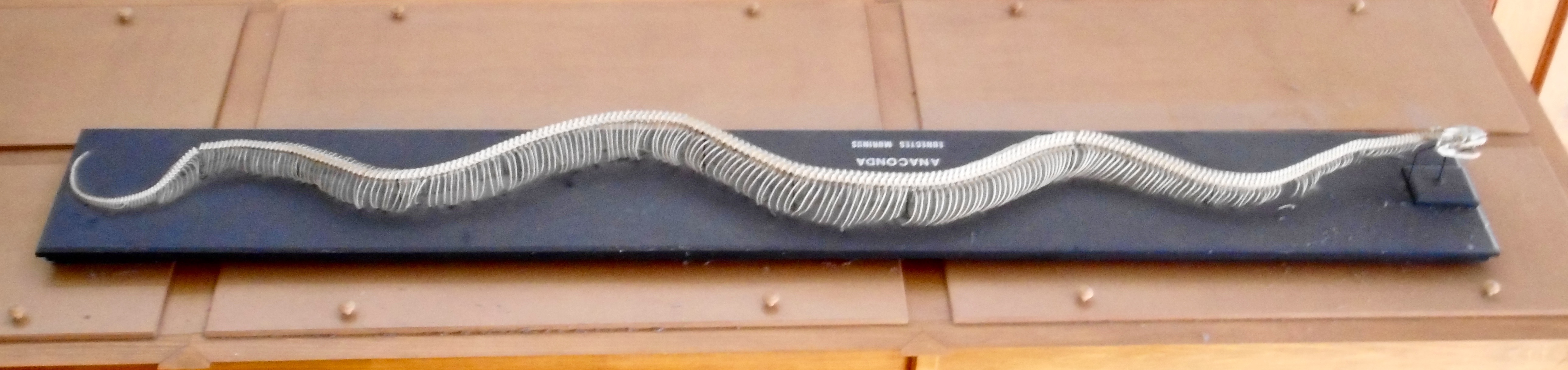
레드패스 박물관에 있는 아나콘다 해골

Eunectes라는 이름은 고대 그리스어: εὐνήκτης eunēktēs[*]에서 유래했다.
남미 이름인 아나카우초아(anacauchoa)와 아나카오나(anacaona)는 페터 마르튀르 폰 앙기어라의 기록에서 제안되었다. 남미 기원설은 헨리 월터 베이츠에 의해 의문이 제기되었는데, 그는 남미 여행에서 비슷한 이름이 사용되는 것을 찾지 못했다. 아나콘다(anaconda)라는 단어는 실론의 뱀 이름에서 유래했으며, 존 레이는 자신의 《Synopsis Methodica Animalium》(1693)에서 라틴어로 serpens indicus bubalinus anacandaia zeylonibus, ides bubalorum aliorumque jumentorum membra conterens라고 묘사했다.
레이는 레이덴 자연사 박물관의 뱀 목록을 탱크레드 로빈슨 박사로부터 제공받아 사용했다. 그 습성에 대한 묘사는 안드레아스 클라이어의 1684년 거대한 뱀이 몸을 감아 큰 동물의 뼈를 부수는 것에 대한 설명을 기반으로 했다. 헨리 율은 1886년 저서 웁슨-좁슨에서 이 단어가 1768년 스코츠 매거진에 R. 에드윈이라는 사람이 발표한 소설로 인해 더 인기를 얻게 되었다고 언급했다. 에드윈은 스리랑카에 호랑이가 전혀 없었음에도 불구하고 아나콘다에 의해 호랑이가 죽는 것을 묘사했다.
율과 프랭크 월은 그 뱀이 비단뱀이라고 지적하며 타밀어 기원인 anai-kondra (코끼리 살인자)를 제안했다. 도널드 퍼거슨은 싱할라어 기원설도 제안했는데, Henakandaya (hena 번개/큼과 kanda 줄기/몸통)라는 단어가 스리랑카에서 작은 채찍뱀(Ahaetulla pulverulenta)에 사용되었으며 신화가 만들어지기 전에 비단뱀에 잘못 적용되었다고 지적했다.
브라질에서 아나콘다에 흔히 사용되는 이름은 수쿠리(sucuri), 수쿠리주(sucuriju) 또는 수쿠리우바(sucuriuba)이다.

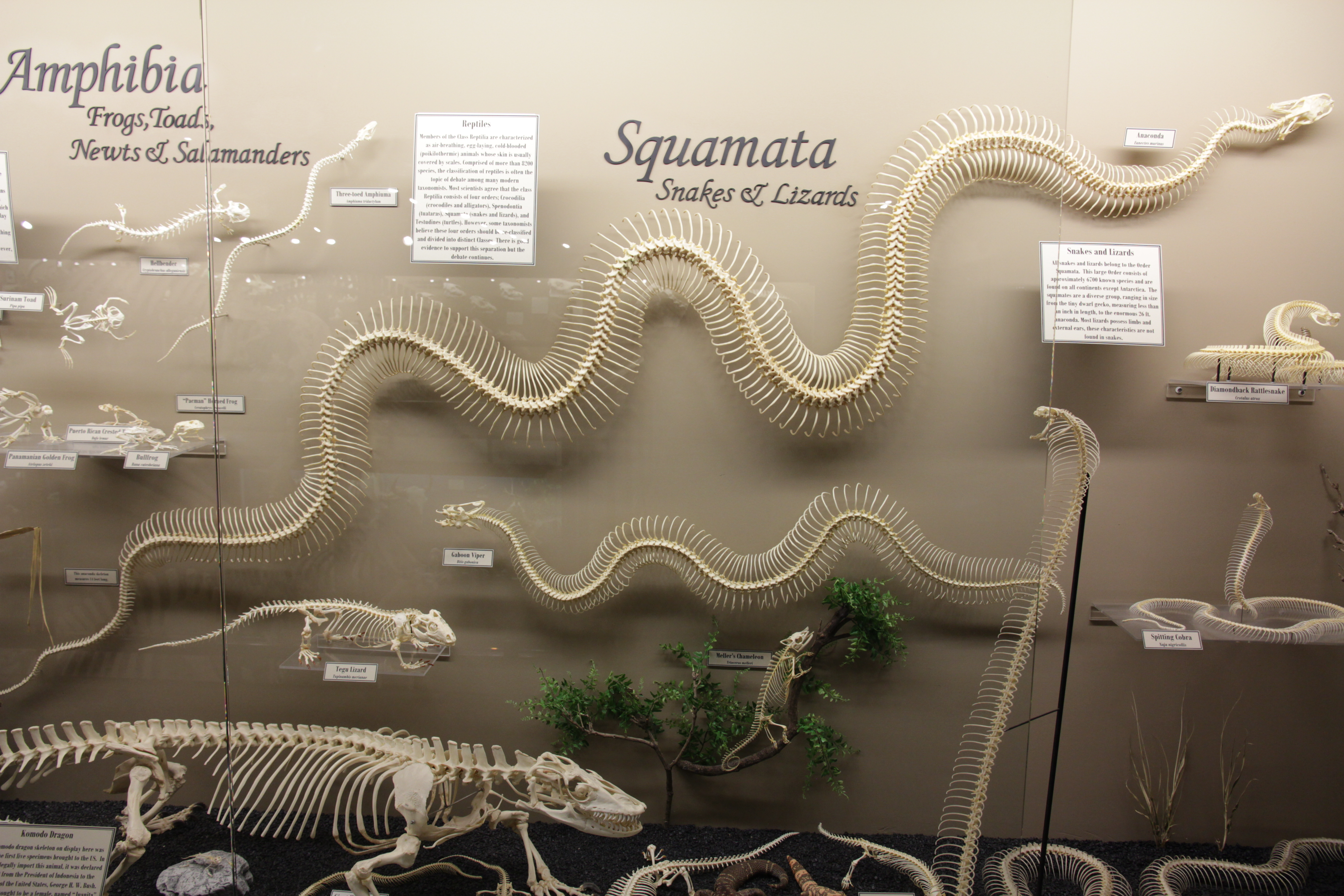
골학박물관에 전시된 길이의 아나콘다 해골(중앙)과 비교를 위한 다른 종들

## 분포 및 서식지
에콰도르, 브라질, 콜롬비아, 베네수엘라에서 남쪽으로 아르헨티나까지 이르는 열대 남아메리카에서 발견된다.

## 먹이
다섯 종 모두 물고기, 물새, 카이만을 포함한 다른 수생 동물을 먹이로 삼는 수생 뱀이다. 아나콘다가 염소와 같은 가축, 때로는 물에 너무 가까이 다가가는 어린 재규어를 잡아먹는 영상도 존재한다.

## 인간과의 관계
사람과 아나콘다의 만남은 위험할 수 있지만, 아나콘다가 정기적으로 사람을 사냥하지는 않는다. 그럼에도 불구하고, 아나콘다의 위협은 아마존 정글을 배경으로 한 만화, 영화, 그리고 모험 이야기(펄프 매거진 또는 모험 잡지에 자주 실림)에서 익숙한 이야기이다. 지역 사회와 일부 유럽 탐험가들은 확인된 어떤 개체보다 훨씬 큰 전설적인 뱀인 거대한 아나콘다에 대한 이야기를 전하고 있다.
아나콘다는 매력적이지만, 야생 아나콘다의 생물학에 대해서는 알려진 바가 거의 없다. 우리의 대부분의 지식은 베네수엘라 야노스에서 일하는 헤수스 A. 리바스 박사와 그의 팀의 연구에서 비롯되었다.

## 종
| 종                              | 분류 저자               | 일반명            | 지리적 분포 | 사진 |
| ------------------------------- | ----------------------- | ----------------- | --- | ---- |
| E. akayima                      | Rivas et al., 2024      | 북부 그린아나콘다 | 에콰도르, 콜롬비아, 베네수엘라, 트리니다드, 가이아나, 수리남, 프랑스령 기아나, 북부 브라질                       |      |
| E. beniensis (=E. notaeus?)     | Dirksen, 2002           | 볼리비아 아나콘다 | 남아메리카 볼리비아 베니 주 및 판도 주                                                                           |      |
| E. deschauenseei (=E. notaeus?) | 던과 코넌트, 1936       | 검은 점 아나콘다  | 남아메리카 북부 브라질 및 해안 프랑스령 기아나                                                                   |      |
| E. murinus                      | (린네, 1758)            | 그린아나콘다      | 페루, 볼리비아, 프랑스령 기아나, 수리남, 브라질                                                                  |      |
| E. notaeus                      | 코프, 1862              | 황색아나콘다      | 남아메리카 동부 볼리비아, 중앙 서부 브라질, 파라과이 및 북동부 아르헨티나                                        |      |
| †E. stirtoni                    | 호프스테터와 라주, 1977 |                   | 이 종은 멸종되었으며, 화석은 콜롬비아의 라 벤타 동물군 (마이오세)에서 발견되었다. 그러나 그 유효성은 의심스럽다. |      |

리바스 외 연구진은 아나콘다속의 분류를 개정하여 새로운 그린아나콘다 종(Eunectes akayima)을 기술하고, E. deschauenseei와 E. beniensis를 E. notaeus와 통합하여 단 세 종의 아나콘다만을 인정하게 되었다. 이들의 계통발생 분석 결과는 아래에 제시되어 있다.

|  | Eunectes murinus |
|  |                  |
|  | Eunectes akayima |
|  |                  |

|  | "Eunectes beniensis"                                                          |
|  |                                                                               |
|  | \| \| Eunectes notaeus \| \| \| \| \| \| "Eunectes deschauenseei" \| \| \| \| |
|  |                                                                               |
|  | Eunectes notaeus                                                              |
|  |                                                                               |
|  | "Eunectes deschauenseei"                                                      |
|  |                                                                               |

|  | Eunectes notaeus         |
|  |                          |
|  | "Eunectes deschauenseei" |
|  |                          |

|  | "Eunectes beniensis"                                                          |
|  |                                                                               |
|  | \| \| Eunectes notaeus \| \| \| \| \| \| "Eunectes deschauenseei" \| \| \| \| |
|  |                                                                               |
|  | Eunectes notaeus                                                              |
|  |                                                                               |
|  | "Eunectes deschauenseei"                                                      |
|  |                                                                               |

|  | Eunectes notaeus         |
|  |                          |
|  | "Eunectes deschauenseei" |
|  |                          |

|  | "Eunectes beniensis"                                                          |
|  |                                                                               |
|  | \| \| Eunectes notaeus \| \| \| \| \| \| "Eunectes deschauenseei" \| \| \| \| |
|  |                                                                               |
|  | Eunectes notaeus                                                              |
|  |                                                                               |
|  | "Eunectes deschauenseei"                                                      |
|  |                                                                               |

|  | Eunectes notaeus         |
|  |                          |
|  | "Eunectes deschauenseei" |
|  |                          |

|  | "Eunectes beniensis"                                                          |
|  |                                                                               |
|  | \| \| Eunectes notaeus \| \| \| \| \| \| "Eunectes deschauenseei" \| \| \| \| |
|  |                                                                               |
|  | Eunectes notaeus                                                              |
|  |                                                                               |
|  | "Eunectes deschauenseei"                                                      |
|  |                                                                               |

|  | Eunectes notaeus         |
|  |                          |
|  | "Eunectes deschauenseei" |
|  |                          |

두보아 외 연구진은 이에 대한 응답 논문에서 위의 mtDNA 분석 결과와 Eunectes akayima의 유효성에 의문을 제기했다. 신종의 이름은 나멘 누둠으로 간주되었다.

## 번식 체계

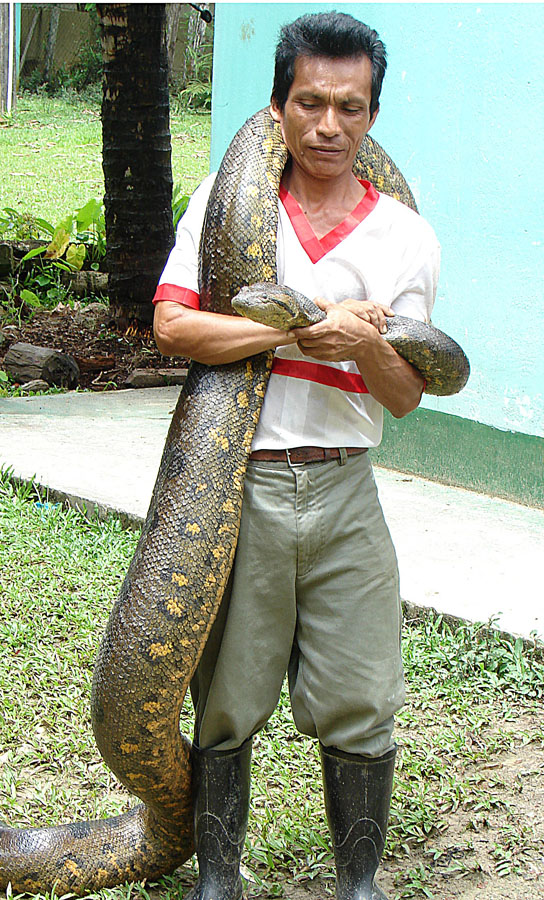
콜롬비아의 Eunectes murinus

아나콘다의 짝짓기 시즌은 종과 지역에 따라 다르지만, 건기가 일반적인 경향을 보인다. 그린아나콘다 (E. murinus)는 번식 체계에 관해 아나콘다속 중 가장 잘 연구된 종이며, 그 다음이 황색아나콘다 (E. notaeus)이다; E. deschauenseei와 E. beniensis는 훨씬 덜 흔하여 번식 체계에 대한 구체적인 세부 사항은 덜 알려져 있다.

### 성적 이형성
아나콘다의 성적 크기 이형성은 다른 대부분의 척추동물과는 반대이다. 대부분의 뱀에서 암컷이 수컷보다 크며, 그린아나콘다 (E. murinus)는 가장 극심한 크기 차이를 보이는 종 중 하나로, 암컷은 평균 약 32 kg (70 lb)인 반면 수컷은 평균 약 7 kg (15 lb)에 불과하다. 이러한 크기 차이는 양성에 여러 이점을 제공한다. 암컷의 큰 크기는 더 높은 가임력과 더 큰 새끼로 이어진다. 결과적으로 수컷의 짝 선택은 더 큰 암컷을 선호한다. 큰 크기는 수컷에게도 유리한데, 더 큰 수컷이 번식에 더 성공하는 경향이 있기 때문이다. 이는 지구력 경쟁에서 크기 우위와 더 많은 정자를 생산할 수 있으므로 정자 경쟁에서 유리하기 때문이다. 아나콘다 수컷이 그렇게 작은 이유 중 하나는 큰 수컷이 암컷으로 오인될 수 있어, 작은 수컷이 번식 공에서 실수로 감을 때 짝짓기 능력을 방해하기 때문이다. 결과적으로 수컷에게는 성공적으로 경쟁할 만큼 충분히 크면서도 다른 수컷들이 자신과 짝짓기하려 할 위험을 감수할 만큼 크지 않은 최적의 크기가 존재한다.

### 번식 공
짝짓기 시즌 동안 암컷 아나콘다는 수컷을 유인하기 위해 페로몬을 방출하며, 이는 다수정 번식 공으로 이어질 수 있다. 이러한 번식 공은 E. murinus, E. notaeus, E. deschauenseei에서 관찰되었으며, E. beniensis에서도 발생할 가능성이 있다. 그린아나콘다 (E. murinus)의 번식 공에서는 최대 13마리의 수컷이 관찰되었으며, 평균적으로 2주간 지속되는 것으로 기록되었다. 아나콘다 번식 공에서 여러 수컷이 암컷 주위를 감고 총배설강에 최대한 가깝게 위치하려고 시도하며, 골반 스퍼를 사용하여 암컷을 "간지럽혀" 삽입을 유도한다. 종종 많은 수컷이 존재하고 한 번에 한 마리만 암컷과 짝짓기할 수 있기 때문에, 수컷의 성공은 종종 끈기와 지구력에 달려 있다. 이는 아나콘다의 짝짓기 의식에서 물리적 전투가 중요한 부분이 아니기 때문이다. 다만 암컷 위에서 가장 좋은 위치를 확보하기 위해 다른 수컷을 강하게 밀어내는 행동은 제외한다.

### 성적 동종포식

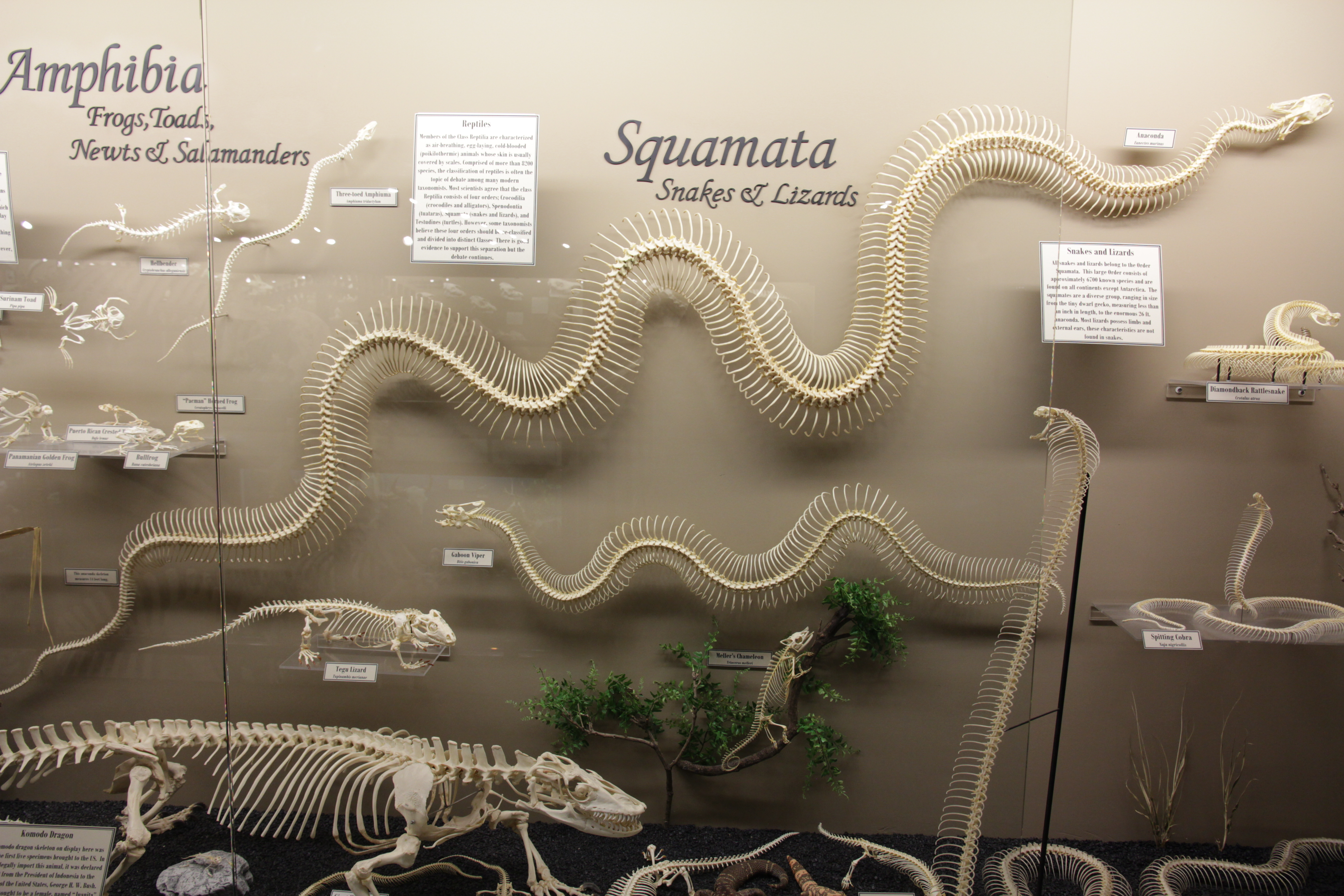
골학박물관에 전시된 그린아나콘다 해골과 다른 뱀 및 파충류

암컷이 수컷보다 훨씬 크기 때문에 아나콘다의 동종포식은 꽤 쉽게 일어나지만, 성적 동종포식은 E. murinus에서만 확인되었다. 암컷은 짝을 잡아먹을 때 교미 후 고단백 식사의 직접적인 이점과 새끼 형성H에 사용할 추가 자원의 간접적인 이점을 얻는다. 번식기가 아닌 시기의 동종포식은 E. deschauenseei를 제외한 모든 종에서 확인되었지만, 모든 아나콘다 종에서 발생할 가능성이 높다.

### 무성생식
유성생식이 아나콘다에서 훨씬 더 흔하지만, E. murinus는 선택적 처녀생식을 하는 것이 관찰되었다. 두 경우 모두 암컷은 다른 아나콘다와 8년 이상 격리되어 살았으며, DNA 분석 결과 소수의 완전한 새끼들이 어미와 유전적으로 동일한 것으로 나타났다. 비록 흔히 관찰되지는 않지만, 모든 아나콘다 종과 다른 여러 왕뱀과 종에서 가능할 것으로 보인다.

## 원주민 신화
후니 쿠인의 건국 신화에 따르면, 유베(Yube)라는 남자가 아나콘다 여인과 사랑에 빠져 자신도 아나콘다가 되었다. 그는 그녀와 함께 물속 깊은 세상에서 살기 시작했다. 이 세상에서 유베는 치유의 힘과 지식에 접근할 수 있는 환각제 음료를 발견했다. 어느 날, 아나콘다 아내에게 말하지 않고, 유베는 인간 세상으로 돌아가 옛 인간의 모습을 되찾기로 결심했다. 이 신화는 또한 후니 쿠인족이 의례적으로 마시는 환각제 음료인 시포(cipó) 또는 아야와스카의 기원을 설명한다.

## 같이 보기
- 재규어